# Hot Banditoz
Die Hot Banditoz sind eine deutsche Latino-Pop-Band, die von 2004 bis 2008 aus den Sängerinnen Fernanda Brandão und Gabriela Gottschalk sowie dem Sänger Silva Gonzalez bestand. Nach der Bandauflösung 2010 starteten die Gründungsmitglieder Gottschalk und Gonzalez zusammen mit der Popstars-Kandidatin Diba Hakimi ein Comeback. Seit der Umstrukturierung 2018 sind Silva Gonzalez und Stefanie Schanzleh der Kern der Hot Banditoz und werden durch wechselnde Tänzerinnen unterstützt.

## Geschichte
Die Gruppenmitglieder wurden in der fünften Staffel der Fernsehshow Big Brother von dessen Bewohnern ausgesucht. Ihren größten Erfolg hatte die Gruppe mit ihrer Debüt-Single Veo Veo, die im Juli 2004 von Null auf Platz drei in die deutschen Charts einstieg. Veo Veo ist eigentlich ein altes spanisches Kinderlied, das in den letzten 20 Jahren häufig als Kinderanimation („Mini Disco“) in den spanischen Urlaubsgebieten gespielt wurde und somit schon einen recht hohen Bekanntheitsgrad erreichte.
Die zweite Single Chucu Chucu (El Tren) war die Fortsetzung von Veo Veo, ebenfalls eine Coverversion eines alten spanischen Kinderliedes, das bereits vorher über die Kinderanimationsprogramme der einschlägigen Urlaubsgebiete bekannt war. Die Single erreichte Platz 42.
Das darauffolgende Album Mini Disco, erschienen im Herbst 2004, enthielt  Coverversionen der meisten Titel, die in den letzten Jahren bei Urlaubs-Animationsprogrammen für Kinder in Spanien sehr häufig gespielt wurden, wie z. B. Agadou, Levantando Las Manos oder Happy Birthday (Clap Clap Song). Das Album war kein allzu großer Erfolg und kam in den Charts nicht über Platz 52 hinaus.
Im Sommer 2005 kam die Single Shake Your Balla auf den Markt, die auf dem Schlager aus dem Jahre 1969 Ein Student aus Uppsala von Kirsti Sparboe basiert. Die CD erreichte Platz 5 der deutschen Charts.
Das im Herbst 2005 erschienene Album Bodyshaker erreichte Platz 42. Es enthielt Coverversionen alter Latino-Hits und Schlager – darunter auch eine bereits von Las Chicas im Sommer desselben Jahres bekanntgemachte Dance-Version des Xuxa-Hits Ilariê.
Anfang Februar 2006 erschien eine neue Single, eine Coverversion des Backstreet-Boys-Klassikers I Want It That Way.
Im Juli 2006 erschien ein neuer Titel namens La Cucaracha Dance. Im Gegensatz zu den vorab aufgetauchten Gerüchten im Internet hat dieser Titel nichts mit dem mexikanischen Volkslied La Cucaracha zu tun, sondern es handelt sich vielmehr um eine eigenständige Reggae-Pop-Nummer in schnellem Tempo, die jedoch nur Platz 46 der Charts erreichte.
Im Sommer 2007 erschien eine Single namens Que Si, Que No, eine Cover-Version von Nunca te decides von El Simbolo aus dem Jahr 1998. Das im August 2007 erschienene Album Best of Holiday Club Hits stellt – wie das erste Album Mini Disco – eine weitere Zusammenstellung beliebter Urlaubs-Clubhits dar. Allerdings wurden von diesem ersten Album die meisten Songs schlicht 1:1 übernommen. Bei Yo Tengo handelt es sich um ein Cover des spanischen Hits Yo Tengo Un Cochecito von Teresa Rabal; außerdem befindet sich auf dem Album eine neu aufgenommene Version von El Tren.
2008 verließ Silva Gonzalez die Band aus privaten Gründen und wurde durch José Valdes ersetzt. Im Sommer 2010 fanden die letzten gemeinsamen Liveauftritte statt.

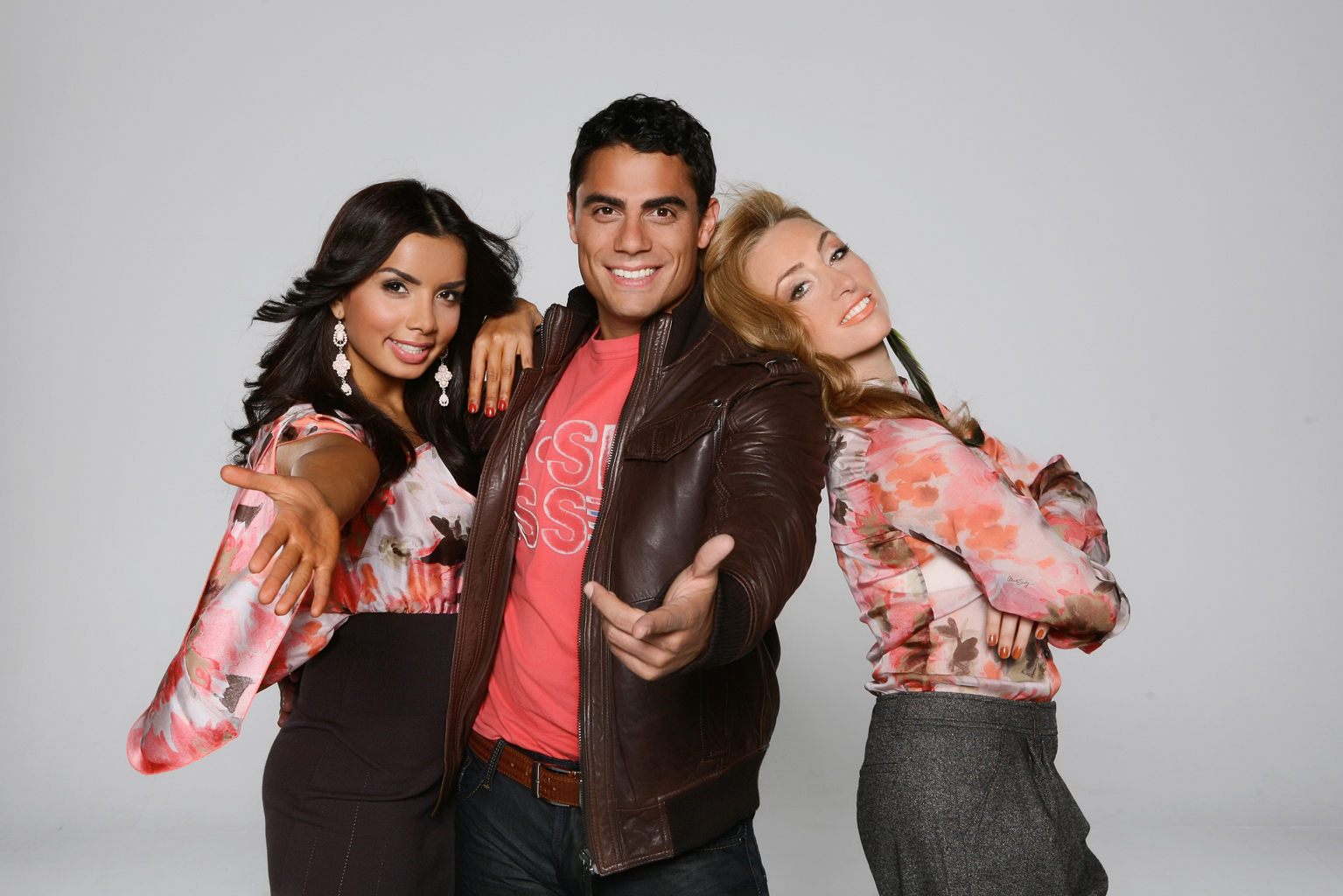
Die Hot Banditoz (2012)
(v.l. Diba Hakimi, Silva Gonzalez und Gabriela Gottschalk)

Im November 2011 wurde ein neues Line-up bekannt gegeben. Neben den Gründungsmitgliedern Gabriela Gottschalk und Silva Gonzalez wurde die Popstars-Kandidatin Diba Hakimi neues Bandmitglied der Hot Banditoz. Zusammen mit dem alten Produzententeam arbeiteten sie an neuem Songmaterial. Als erste Veröffentlichung des neuen Line-ups erschien im Januar 2012 bei Universal Music die Single Life Is So Strong. Im März 2012 folgte die Single Canta Mi Cancion. Zeitgleich mit Silva Gonzalez’ Teilnahme bei Ich bin ein Star – Holt mich hier raus! erschien die Single Get Down on the Floor, eine Neuauflage von Ecuador von Sash!. Ende April 2013 verließ Gottschalk nach 9 Jahren die Band aufgrund ihrer Schwangerschaft. Im Mai 2013 fand ein Casting statt, in der die Hamburger Profi-Tänzerin Melanie Graml als Ersatz gefunden wurde. Ab Juni 2013 wurde Diba Hakimi bei den Live-Auftritten durch Danika Wist ersetzt. Am 28. Juni 2013 erschien das Lied Aramsamsam, ein Cover eines alten marokkanischen Volksliedes, auf der Ballermann Hits 2013 sowie als eigene Veröffentlichung beim Musikstreaming-Dienst Spotify.
Da bei der Fußballweltmeisterschaft 2014 Fernanda Brandão als Expertin für Land und Leute für die ARD in Brasilien tätig war, veröffentlichten die ehemaligen Hot-Banditoz-Sängerinnen Diba Hakimi, Gabriela Gottschalk, Melanie Graml und die Deutschland-sucht-den-Superstar-Kandidatin Josefina Bucaj als Hot Banditaz im Juli 2014 als Gruß auf YouTube das Lied Oh Le Le 2014, welches nur von Diba Hakimi gesungen wird. Von den Hot Banditoz wurde das Lied Festa Para Um Rei Negro (Samba Reizado) (O Le Le) im Juni 2014 auf dem Sampler Fetenhits Fussball WM 2014 veröffentlicht, die auch Gesangspassagen von Silva Gonzalez enthält.
Ab 2014 gehörten Silva Gonzalez, Danika Wist und Stefanie Schanzleh zur Besetzung der Hot Banditoz. Als erste Single erschien das Lied Bouqinha da Garrafa. Im Juni 2014 wurden die Hot Banditoz mit dem EMMAward als Ehrenpreis für ihr 10-jähriges Bandbestehen ausgezeichnet.

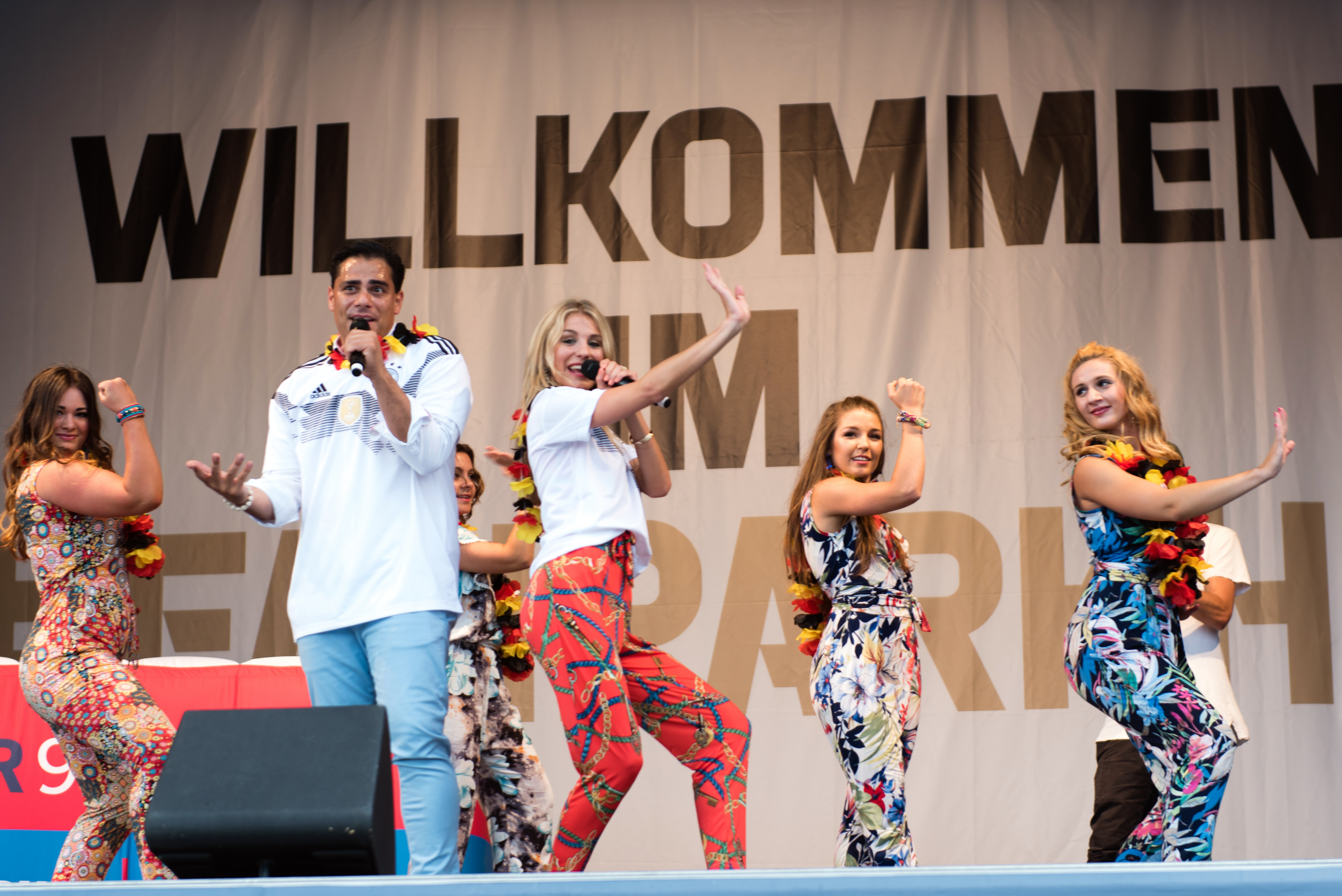
Die Hot Banditoz nach der Umstrukturierung mit neuen Tänzerinnen (2018)

Im Herbst 2017 wurde bekannt, dass Silva Gonzalez und Stefanie Schanzleh ein Paar sind. Im Februar 2018 bekamen sie ihr erstes von drei Kindern. Im März 2018 musste Danika Wist aufgrund von Bandstreitigkeiten die Hot Banditoz verlassen und wurde bei den anstehenden Auftritten zunächst durch das Hamburger Ex-Banaroo-Bandmitglied Kathrin „Cat“ Geißler ersetzt. Anschließend erfolgte eine Umstrukturierung der Band. In einem Casting im Hamburger Elbe-Einkaufszentrum konnten Melissa Smolka aus Dresden und Franziska Wagner aus München als Tänzerinnen für das Projekt gewonnen werden. Während Silva Gonzalez und Stefanie Schanzleh den Kern der Band bildeten, wurden sie bei ihren Auftritten durch acht, sich abwechselnde Tänzerinnen unterstützt.
Nachdem Gonzalez und Schanzleh Anfang 2022 ihre Beziehung und die musikalische Zusammenarbeit beendeten, wurde ein Casting-Aufruf in der BILD-Zeitung gestartet und dadurch die Sängerin Kamille und die Tänzerin Lola als Neuzugänge für die Latino-Pop-Band gewonnen. Ihr Engagement war jedoch nur von kurzer Dauer, so dass Gonzalez und Schanzleh sich ab August 2022 zu einer erneuten Zusammenarbeit entschieden. Gemeinsam nahmen Schanzleh und Gonzalez an der zweiten Staffel von der Reality-Show Prominent getrennt – Die Villa der Verflossenen teil.

## Diskografie

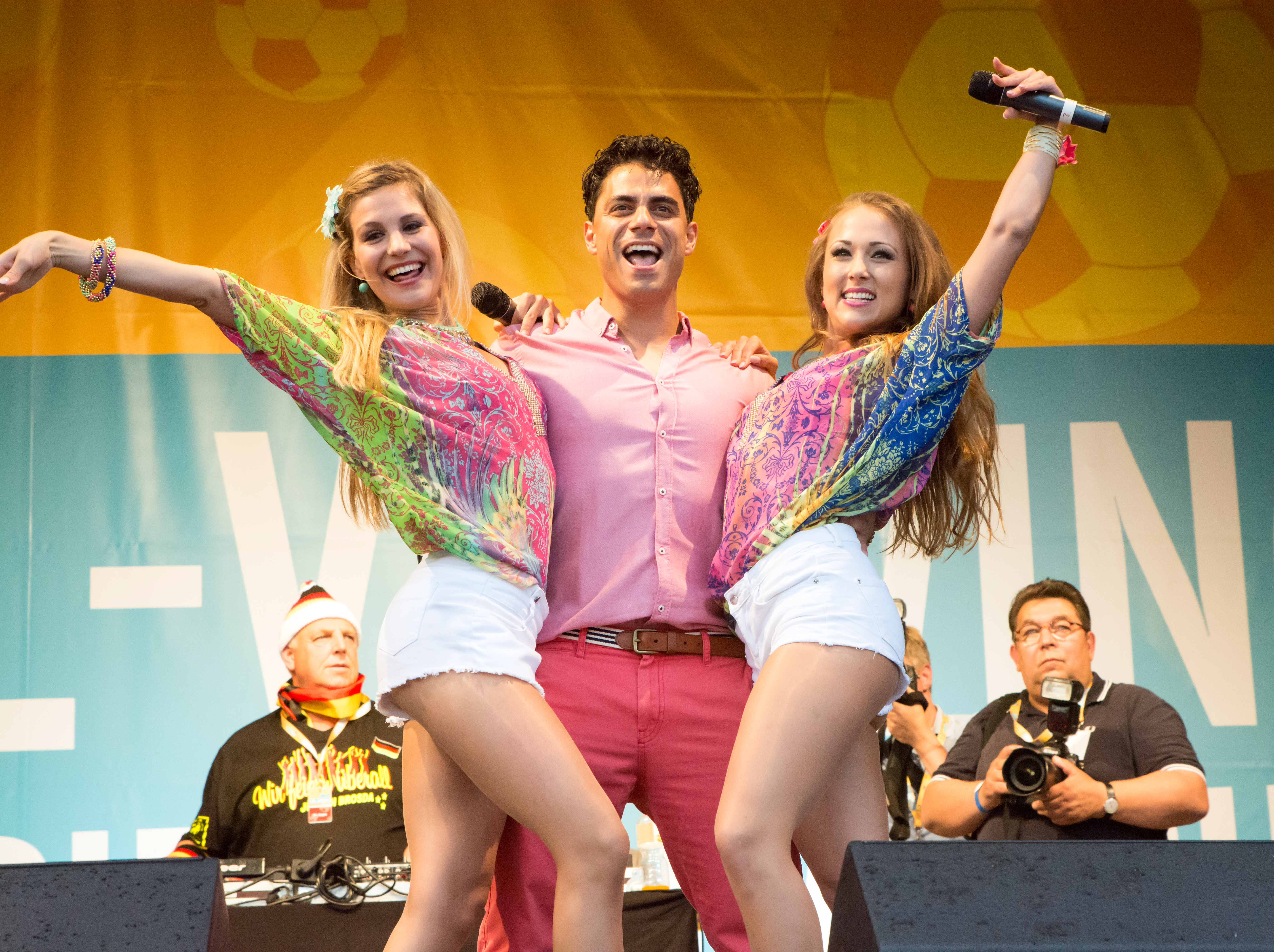
Hot Banditoz beim Lidl-Viewing zur Fußball-Europameisterschaft 2016

### Studioalben
| Jahr | Titel                     | Höchstplatzierung, Gesamtwochen, AuszeichnungChartplatzierungen (Jahr, Titel, Platzierungen, Wochen, Auszeichnungen, Anmerkungen) | Höchstplatzierung, Gesamtwochen, AuszeichnungChartplatzierungen (Jahr, Titel, Platzierungen, Wochen, Auszeichnungen, Anmerkungen) | Höchstplatzierung, Gesamtwochen, AuszeichnungChartplatzierungen (Jahr, Titel, Platzierungen, Wochen, Auszeichnungen, Anmerkungen) | Anmerkungen                             |
| Jahr | Titel                     | DE | AT | CH | Anmerkungen                             |
| ---- | ------------------------- | --- | --- | --- | --------------------------------------- |
| 2004 | Mini Disco                | DE52 (2 Wo.)DE | — | — | Erstveröffentlichung: 6. September 2004 |
| 2005 | Bodyshaker                | DE48 (2 Wo.)DE | — | — | Erstveröffentlichung: 29. August 2005   |
| 2007 | Best of Holiday Club Hits | DE25 (3 Wo.)DE | AT74 (1 Wo.)AT | CH63 (2 Wo.)CH | Erstveröffentlichung: 10. August 2007   |

### Singles
| Jahr | Titel Album                                    | Höchstplatzierung, Gesamtwochen, AuszeichnungChartplatzierungen (Jahr, Titel, Album, Platzierungen, Wochen, Auszeichnungen, Anmerkungen) | Höchstplatzierung, Gesamtwochen, AuszeichnungChartplatzierungen (Jahr, Titel, Album, Platzierungen, Wochen, Auszeichnungen, Anmerkungen) | Höchstplatzierung, Gesamtwochen, AuszeichnungChartplatzierungen (Jahr, Titel, Album, Platzierungen, Wochen, Auszeichnungen, Anmerkungen) | Anmerkungen                                             |
| Jahr | Titel Album                                    | DE | AT | CH | Anmerkungen                                             |
| ---- | ---------------------------------------------- | --- | --- | --- | ------------------------------------------------------- |
| 2004 | Veo Veo Mini Disco                             | DE3 Gold · (17 Wo.)DE | AT4 (19 Wo.)AT | CH18 (14 Wo.)CH | Erstveröffentlichung: 28. Juni 2004 Verkäufe: + 150.000 |
| 2004 | Chucu Chucu (El Tren) Mini Disco               | DE42 (6 Wo.)DE | AT67 (4 Wo.)AT | — | Erstveröffentlichung: 27. September 2004                |
| 2005 | Shake Your Balla (1, 2, 3 Alarma) Bodyshaker   | DE5 (11 Wo.)DE | AT16 (15 Wo.)AT | CH30 (8 Wo.)CH | Erstveröffentlichung: 11. Juli 2005                     |
| 2006 | I Want It That Way (Es a mi manera) Bodyshaker | DE35 (7 Wo.)DE | AT41 (4 Wo.)AT | CH43 (3 Wo.)CH | Erstveröffentlichung: 3. Februar 2006                   |
| 2006 | La Cucaracha Dance Best of Holiday Club Hits   | DE46 (5 Wo.)DE | AT69 (2 Wo.)AT | — | Erstveröffentlichung: 14. Juli 2006                     |
| 2007 | Que Si, Que No Best of Holiday Club Hits       | DE21 (8 Wo.)DE | AT68 (4 Wo.)AT | CH56 (4 Wo.)CH | Erstveröffentlichung: 13. Juli 2007                     |
| 2012 | Life Is So Strong                              | — | — | — | Erstveröffentlichung: 6. Januar 2012                    |
| 2012 | Canta Mi Cancion                               | — | — | — | Erstveröffentlichung: 15. Juni 2012                     |
| 2013 | Get Down on the Floor                          | DE76 (1 Wo.)DE | — | — | Erstveröffentlichung: 11. Januar 2013                   |
| 2014 | Boquinha da Garrafa                            | — | — | — | Erstveröffentlichung: 11. Juli 2014                     |
| 2014 | Por Favor Mi Amor                              | — | — | — | Erstveröffentlichung: 24. Oktober 2014                  |
| 2016 | World of Friends                               | — | — | — | Erstveröffentlichung: 15. Januar 2016                   |
| 2016 | Porque te Vas                                  | — | — | — | Erstveröffentlichung: 17. Juni 2016                     |
| 2016 | Fiesta                                         | — | — | — | Erstveröffentlichung: 16. Dezember 2016                 |
| 2018 | Kalinka                                        | — | — | — | Erstveröffentlichung: 8. Juni 2018                      |
| 2025 | Playa Paradiso                                 | — | — | — | Erstveröffentlichung: 20. Juni 2025                     |

### Weitere Veröffentlichungen
- 2008: Sorry I’m A Lady (nur als Promo-CD)
- 2013: Aramsamsam (auf Ballermann Hits 2013)
- 2014: Festa Para Um Rei Negro (Samba Reizado) (O Le Le) (auf Fetenhits Fussball WM 2014)

## Auszeichnungen
- 2014: EMMAward (Ehrenpreis)